# 二七区
二七区（にしち-く）は中華人民共和国河南省鄭州市に位置する市轄区。鄭州駅が位置する、鄭州市の商業・交通の中心地でもある。区名の「二七」とは、1923年2月に鄭州で京漢鉄路総工会（労働組合）が結成され大ストライキが起きた際、呉佩孚の軍閥が同年2月7日に鉄道沿線各地で労働者多数を虐殺した「二・七事件」を記念したものである。二七記念塔の建つ二七広場周辺は、百貨店などの商業施設が集積するショッピングエリアである。

## 行政区画
- 街道:淮河路街道、解放路街道、銘功路街道、一馬路街道、蜜蜂張街道、五里堡街道、大学路街道、建中街街道、福華街街道、徳化街街道、嵩山路街道、京広路街道、長江路街道、人和路街道、侯寨街道
- 鎮:馬寨鎮